# Línea 513 (Bahía Blanca)
La Línea 513 es una línea de colectivos de Bahía Blanca, es operado por la empresa Rastreador Fournier S.A..

## Recorrido
- Troncal:Vieytes 4200-Chiclana y Colón-Prov. Unidas y Baigorria-Colón y Vieytes
- Rondin:Hospital Penna-Viajantes del Sur